# Dynamische Hüftschraube

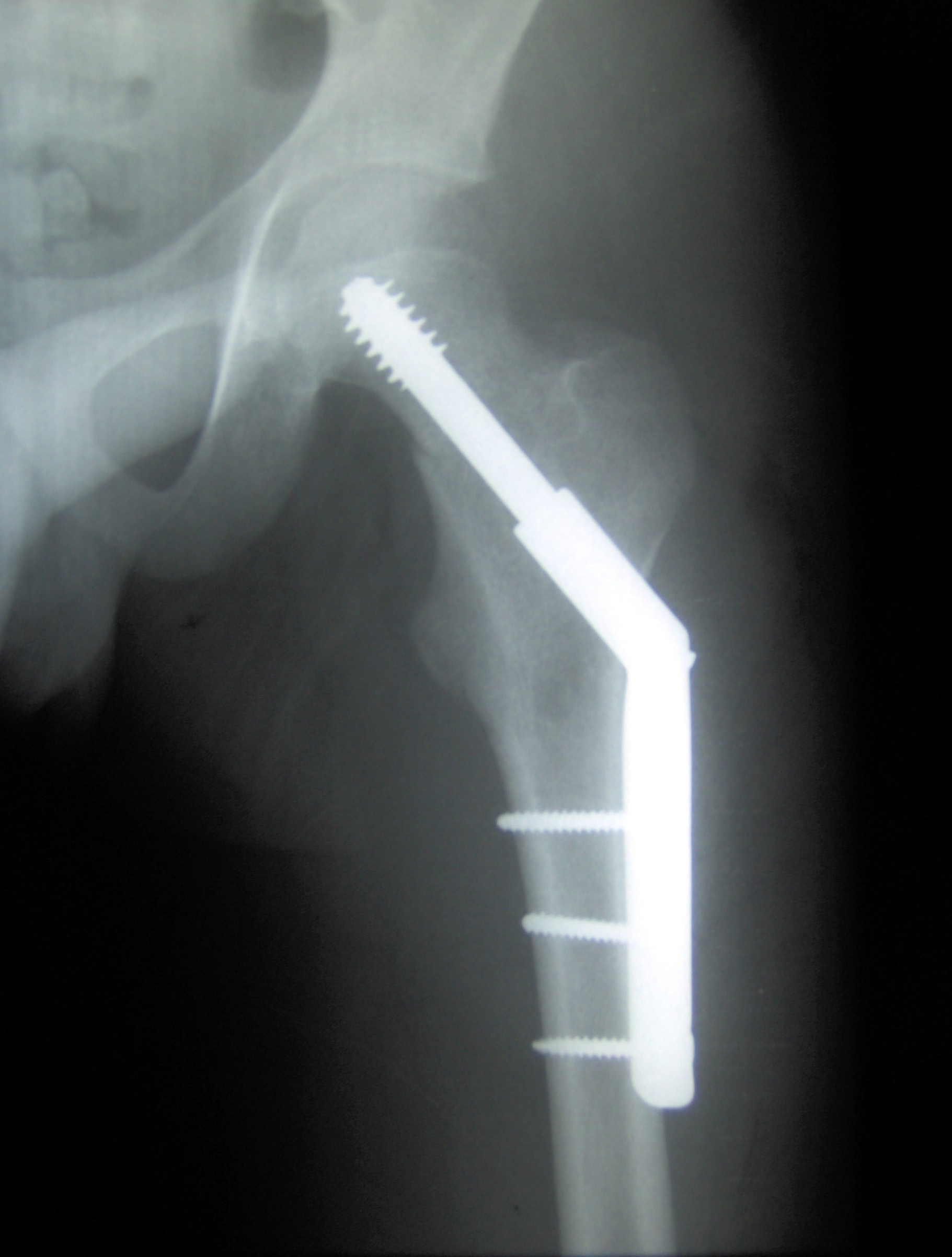
Fraktur mit Dynamischer Hüftschraube

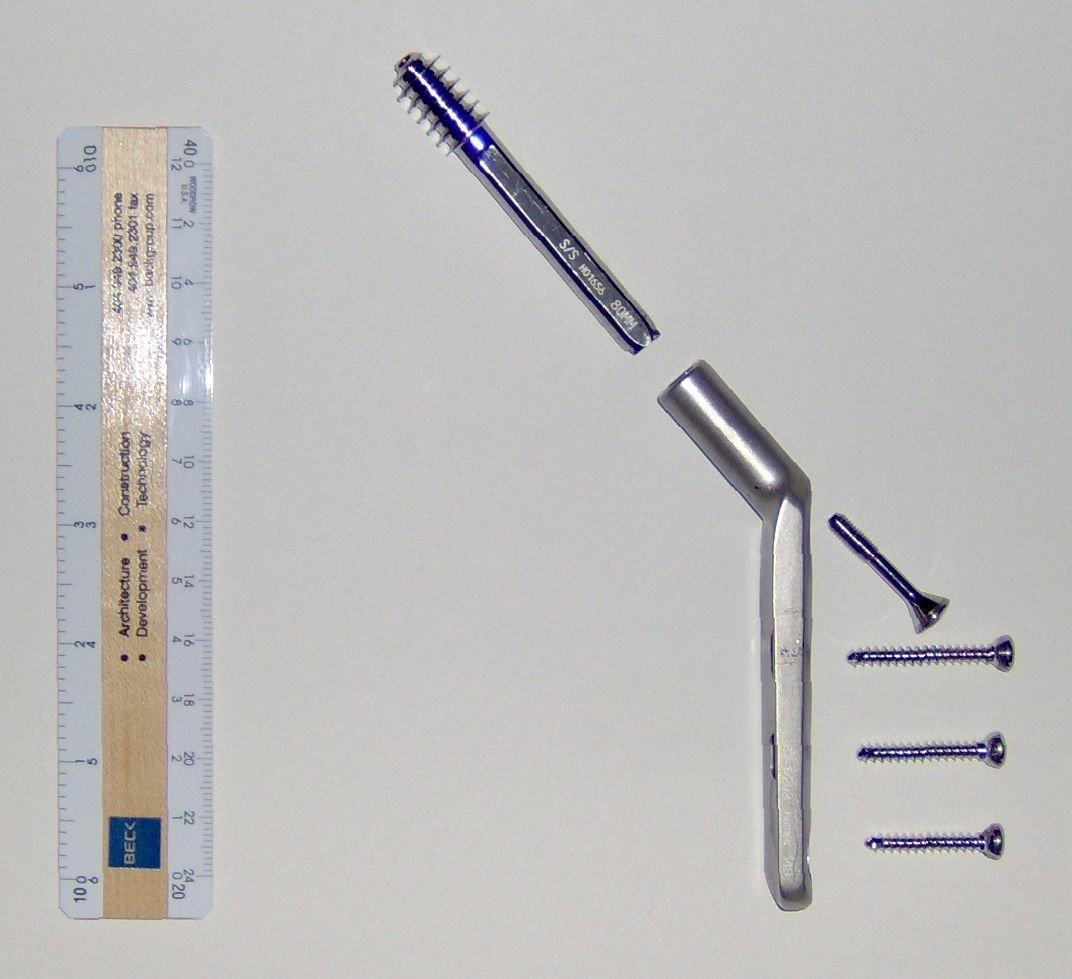
Dynamische Hüftschraube

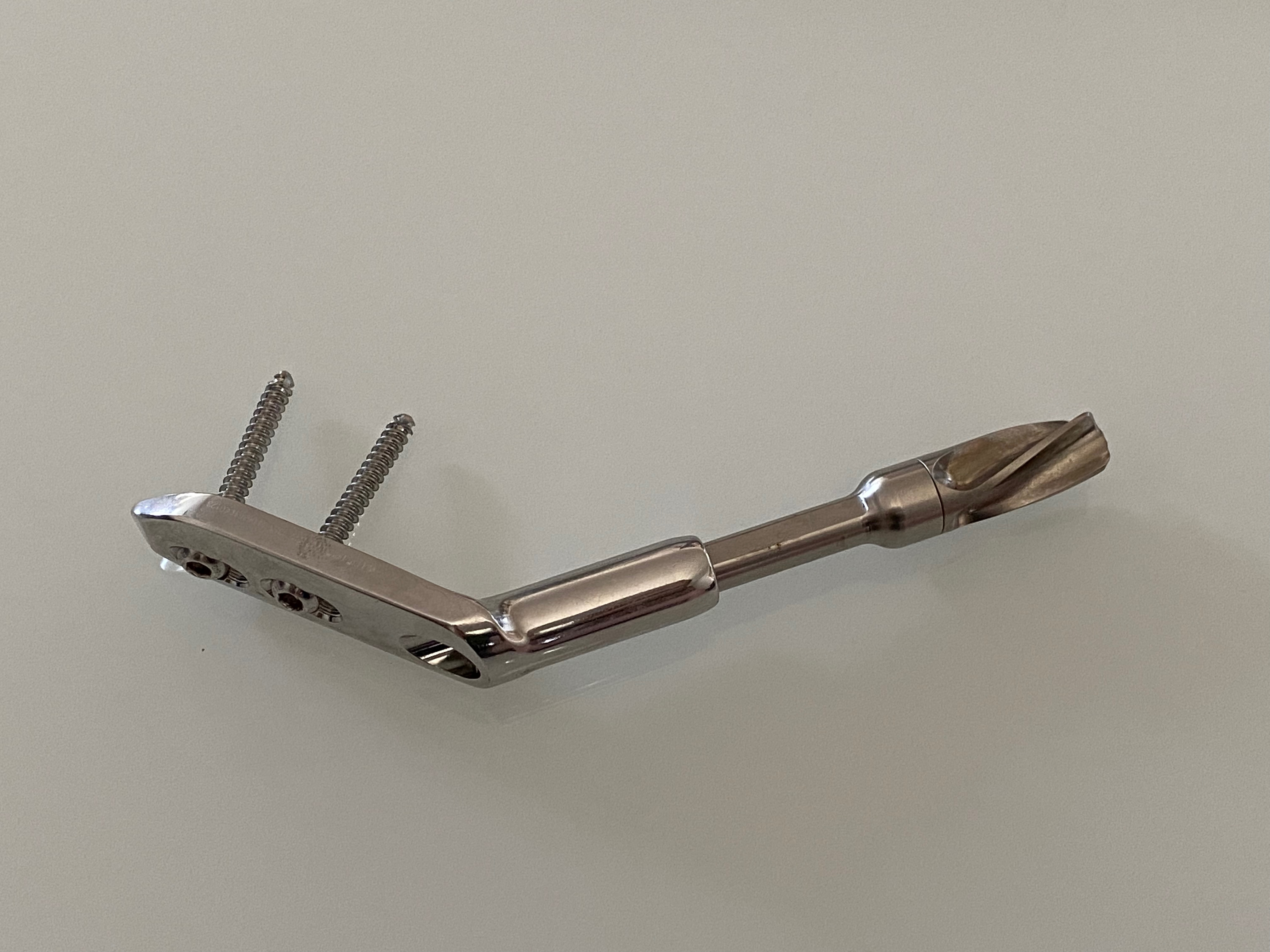
DHS Klinge mit LCP DHS Platte und zwei selbstschneidenden Kortikalisschrauben der Firma Synthes

Die Dynamische Hüftschraube (DHS) – auch Dynamisches Hüftsystem (DHS) – ist ein orthopädisches Implantat zur Osteosynthese bestimmter Arten von Schenkelhalsbrüchen und intertrochantären Oberschenkelbrüchen, das ein kontrolliertes dynamisches Gleiten der Femurkopf-Komponente entlang des Konstrukts ermöglicht. Dieses Verfahren wurde in den 1980er Jahren eingeführt und wird weltweit sehr häufig angewandt.

## Implantat
Es gibt drei Komponenten einer dynamischen Hüftschraube: die im Schenkelhals und in den Oberschenkelkopf eingebrachte Schraube, die seitliche Platte und die Kortikalisschrauben, die diese im proximalen Oberschenkelschaft fixieren.
Die Idee hinter der dynamischen Kompression ist, dass die Femurkopf-Komponente sich entlang einer Ebene bewegen darf. Da der Knochen auf dynamische Belastungen reagiert, kann der Bruch primär heilen.
Neben der Ausführung als DHS werden mittlerweile auch sogenannte DHS-Klingen verwendet, die das Risiko von Cut-out im Vergleich zur Standard-DHS Schraube reduziert, insbesondere bei osteoporotischem Knochen.
Besteht keine ausreichende Kompression im Bereich des Knochenbruchs und kein ausreichend stabiler Kontakt an der medialen Kortikalis, kann es zur Pseudarthrose, Lockerung und Bruch der DHS kommen. Ebenso kann es durch die Lage der Schraubenspitze im Oberschenkelkopf zur Femurkopfnekrose und sekundären Koxarthrose kommen. Dieses kann erneute Eingriffe notwendig machen. Als gelenkerhaltende Therapie ist die DHS vor allem bei jüngeren Patienten gegenüber einer Hüftprothese indiziert. Der Stellenwert der DHS im Vergleich zu anderen Osteosyntheseverfahren wie dem proximalen Femurnagel (PFN) oder der primären Hüftendoprothetik wird laufend wissenschaftlich untersucht und diskutiert.

## Implantatentfernung
Nach einer operativen Versorgung des Schenkelhalsbruches mit einer DHS ist die Implantatentfernung, also das Entfernen des Osteosynthesematerials nach Abschluss des knöchernen Heilungsprozesses, nicht in allen Fällen zwingend notwendig. In bestimmten Fällen kann es auch im Knochen verbleiben, um insbesondere das Refrakturrisiko unmittelbar nach der Entfernung zu vermeiden. Indikationen für eine Entfernung sind:
- Implantatversagen
- Infektionen
- Weichteilkompromittierungen
- relativ junges Patientenalter
- hoher Aktivitätsgrad
- Risiko einer periimplantären Fraktur bei lang liegendem Implantat
- Patientenwunsch

Sofern eine Implantatentfernung indiziert ist, erfolgt diese meist nach etwa 2 Jahren.